# Escola de la Llotja

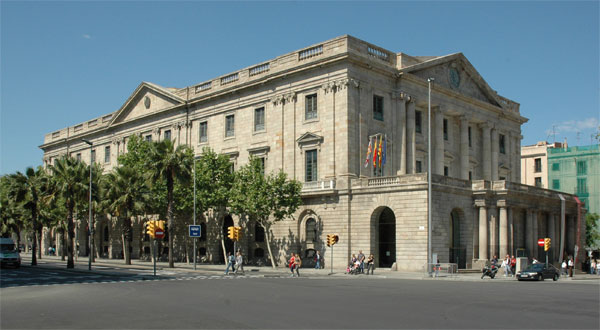
Palazzo de la Lonja de Mar, prima sede della Escuela de la Lonja.

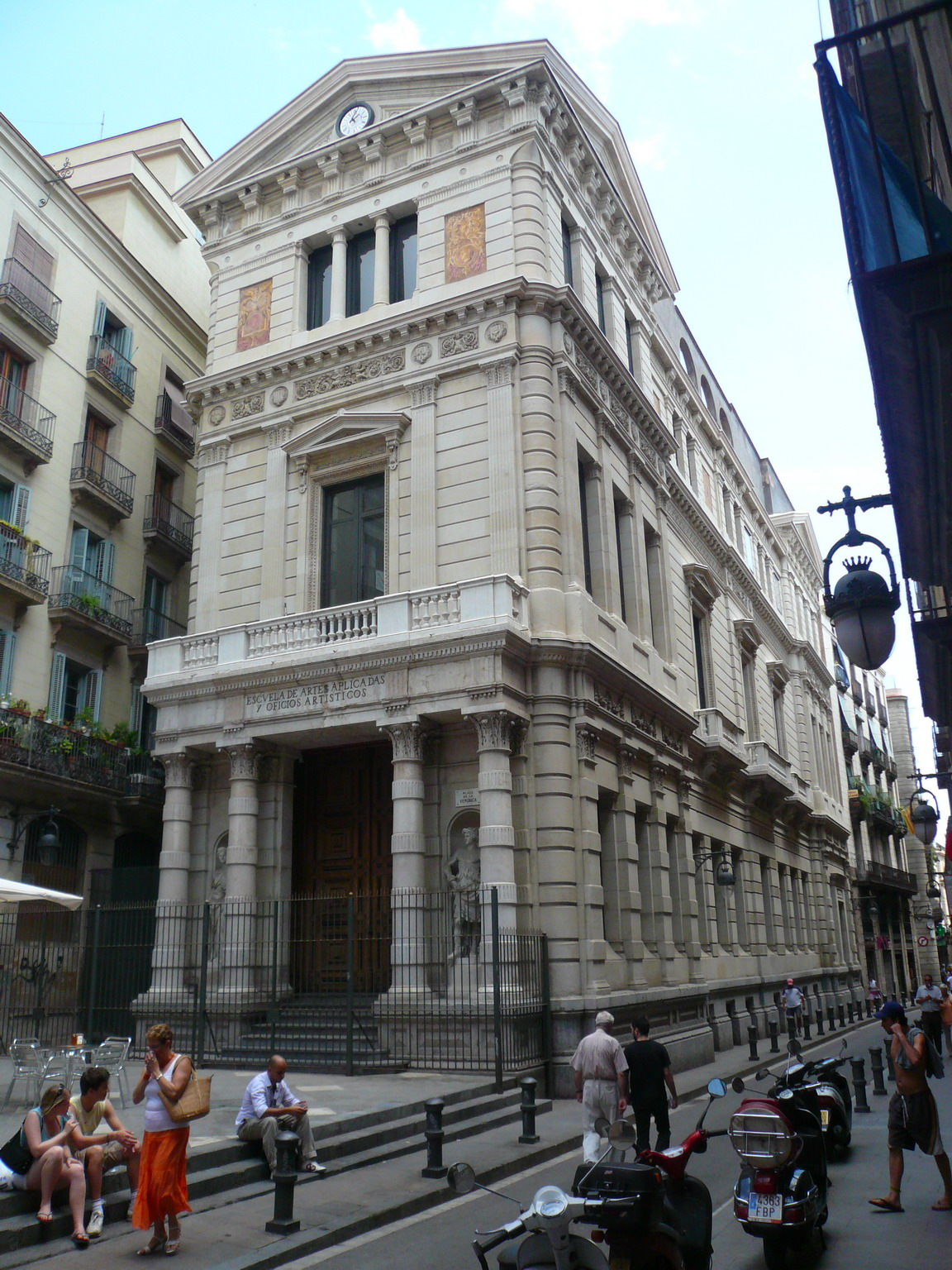
Antica sede della Lonja nella Plaza de la Verónica di Barcellona.

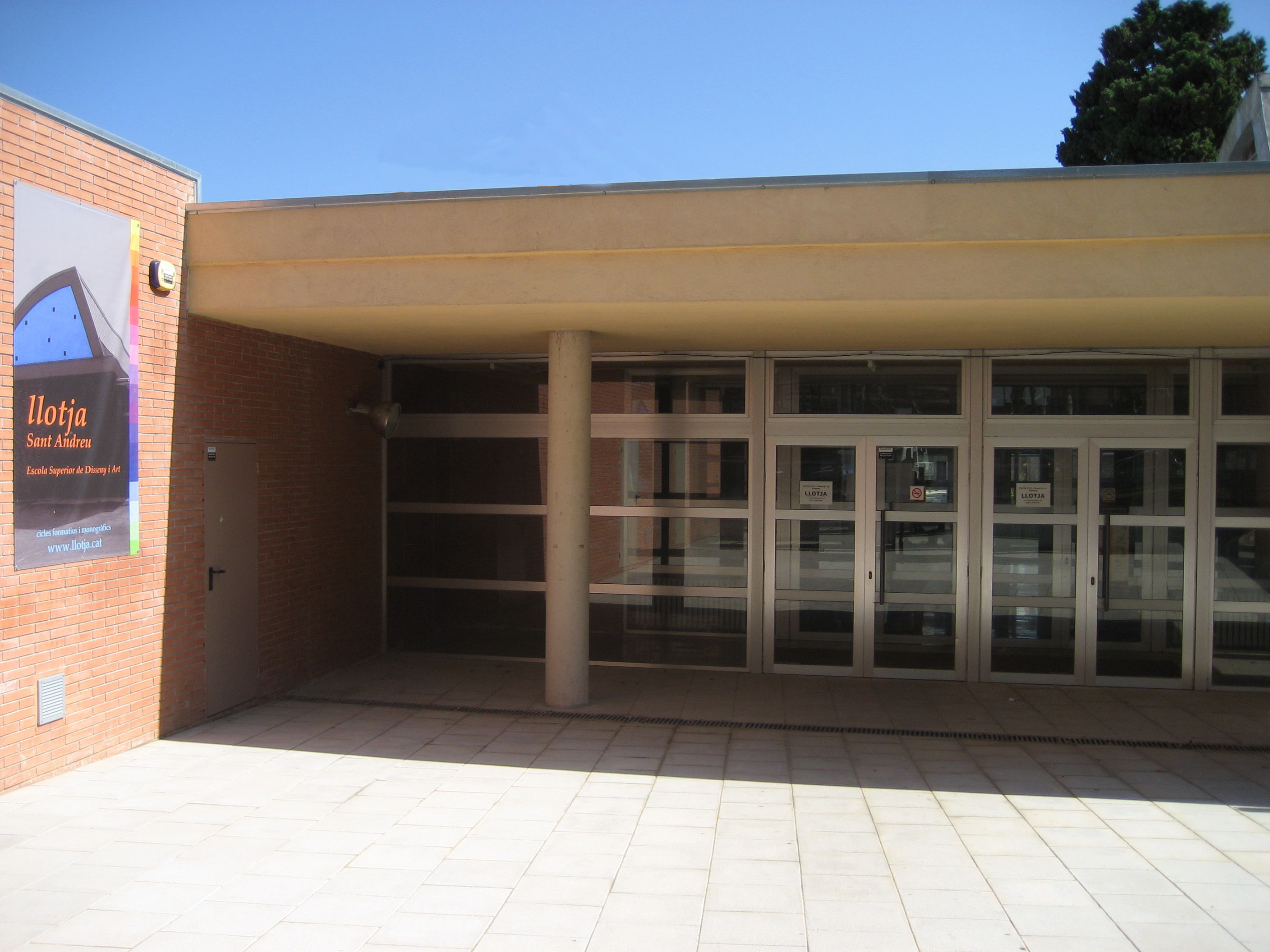
Il centro di San Andrés de Palomar.

L'Escola Superior de Disseny i Art Llotja (Scuola superiore di design e arte; ESDA Llotja), conosciuta anche come Escola de la Llotja (pronuncia AFI: [əsˈkɔlə ðə lə ˈʎɔdʒə]) o semplicemente la Llotja è una scuola d'arte e disegno di Barcellona. 
Situata inizialmente nella Llotja de Mar, da cui il suo nome popolare, venne trasferita, nel 1967, alla calle Ciutat de Balaguer 17 di Barcellona, mantenendo un'altra sede in calle Padre Manyanet 40, nel barrio di Sant Andreu de Palomar. Da essa nacque la Real Academia Catalana de Bellas Artes de San Jorge. Il suo primo direttore fu l'incisore valenciano Pedro Pascual Moles, che la orientò verso l'accademismo propugnato dal pittore Anton Raphael Mengs.

## Storia
Fondata nel 1775 dalla Junta de Comercio de Barcelona con il nome di Escuela gratuita de diseño, come centro di formazione di arti applicate, all'inizio con l'indirizzo sullo stappaggio dei tessuti per l'industria tessile della seta e del cotone ("indianas"), ampliò l'insegnamento alle arti plastiche. È da notare che nel periodo tra il 1768 e il 1787 vi fu una esplosione di fabbriche per la stampa tessile 
(James Thompson.)
 Nel 1817 venne inaugurata una nuova sezione dedicata all'architettura.
La scuola era completamente gratuita, fornendo agli studenti il materiale di cui avevano bisogno e venivano concesse borse di studio che permettevano a molti studenti di recarsi a Madrid e in altre città europee, come Roma e Parigi, per copiare i dipinti dei grandi maestri, una pratica ampiamente utilizzata all'epoca. L'insegnamento evolse verso le belle arti e nel 1778 la scuola venne rinominata in Escuela de Nobles Artes, che nel 1790 si diffuse con succursali a Olot, Palma di Maiorca, Tàrrega, Gerona, Saragozza e Jaca. Nel 1786 venne organizzata una prima mostra per pubblicizzare il lavoro svolto dagli studenti che erano stati premiati. Alla mostra che si tenne l'anno successivo fu consentito , a seguito di richiesta, di presentare opere di artisti non allievi della scuola.
Nel 1850 la scuola passò alle dipendenze dell'Academia Provincial de Bellas Artes con il nuovo nome di Escuela Provincial de Bellas Artes. Pau Milà i Fontanals, cattedratico della escuela Lonja dal 1851, su richiesta dell'Ateneo Catalán (successivamente Ateneo Barcelonés) propose la realizzazione di un piano di insegnamento artistico di arti industriali per migliorare la qualità del design, armonizzando bellezza con utilità. Fu allora che venne incorporato l'insegnamento delle arti industriali. Nel 1884 venne creato il nuovo indirizzo di Teoría e Historia de las Bellas Artes Industriales parallelo all'esistente Teoría e Historia de las Bellas Artes. Dal 1858 al 1885 fu direttore Claudio Lorenzale che, insieme alle teorie di Pau Milà e all'influenz che Friedrich Overbeck aveva su entrambi, decise l'introduzione dell'idealismo purista e di un'inclinazione verso un'attitudine più conservatrice opposta a metodi di insegnamento accademico. Nel periodo 1888-1889 le borse di studio andarono, tra gli altri, ad Evaristo Roca per la scenografia e nel 1895-1896 a Joan Busquets i Jané, i quali in seguito evolsero verso il modernismo catalano.

## XX e XXI secolo
La riforma generale del 1900 sull'insegnamento artistico, nota come Escuela Superior de Artes e Industrias y Bellas Artes, coincise con un momento critico della scuola.
Gli esponenti del Noucentisme, capeggiati da Joaquín Folch, videro ne la Lonja una scuola superata che dava un'educazione artistica stagnante secondo un articolo pubblicato su La Veu de Catalunya. L'autorità regionale creò un Consejo de Investigación Pedagógica nel 1913, a seguito del conflitto sorto dal rifiuto, da parte della scuola, di realizzare qualsiasi tipo di intervento o riforma proposta.
Ángel Ferrant, professore di scultura de la Lonja, nel 1920, era stato un tempo a Vienna per lo studio del sistema educativo artistico austriaco. Presentò quindi un progetto ispirato alla scuola del Bauhaus, chiamato Plan Ferrant "una delle proposte più rilevanti sull'insegnamento artistico, generata in Catalogna e in tutta la Spagna dalla prospettiva della modernità".
Pur essendo stata accettata molto bene dagli studenti, non venne implementata. Dal 1981 la scuola passò alle dipendenze del Governo della Catalogna.
Per le sue aule sono passati alcuni dei maggiori artisti spagnoli, ovvero pittori come Pablo Picasso, Laurent Jiménez-Balaguer, Isidre Nonell, Josep Guinovart, Modest Cuixart, Mariano Fortuny, Joan Hernández Pijuan, Luis Fraile, Armando Reverón e Joaquim Mir; scultori come Damià Campeny, Domènec Talarn, Agapit Vallmitjana i Abarca, Joan Rebull, Agustín Querol, Frederic Marès e Jaume Plensa, architetti come Cèsar Martinell e Óscar Tusquets, illustratori come Apel·les Mestres, Lola Anglada e Sandra Uve; mobilieri come Joan Busquets; disegnatori industriali come Gabriel Teixidó; grafici come Josep Artigues; teorici dell'arte come Alexandre Cirici i Pellicer e Arnau Puig; e arredatori d'interni come Miquel Garcia i Riera e altri ancora.